# سید خلیل موسوی
سید خلیل موسوی (متولد ۳۱ فروردین ۱۳۷۷ در لاهیجان استاد بزرگ شطرنج و عضو تیم ملی شطرنج ایران می‌باشد. وی در ژوئن ۲۰۲۰، در رده چهارم شطرنج‌بازان ایران قرار دارد.